# Bitlea, Turka
Bitlea (în ucraineană Бітля) este localitatea de reședință a comunei Bitlea din raionul Turka, regiunea Liov, Ucraina.

## Demografie
Componența lingvistică a localității Bitlea
     Ucraineană (99,91%)
     Alte limbi (0,09%)
Conform recensământului din 2001, majoritatea populației localității Bitlea era vorbitoare de ucraineană (99,91%), existând în minoritate și vorbitori de alte limbi.